# Донінгтон Парк
До́нінгтон Парк (англ. Donington Park) — британський автомотодром, розташований поблизу замку Донінгтон у Лестерширі, Англія.
Територія, на якій розташований автомотодром, спочатку відносилась до палацу Донінгтон Хол. На початку 20-го століття тут була побудована перша кільцева траса у Англії. У 1931 році, в період домінування німецьких Срібних стріл на європейських гоночних треках, тут був відкритий гоночний трек. Під час Другої світової війни Донінгтон Парк використовувався як депо для транспортних засобів. Після завершення війни траса прийшла у занепад, допоки її не придбав місцевий підприємець Том Віткрофт, який відбудував трасу.
У 1993 році на Донінгтон Парку відбулась єдина гонка Формули-1 в історії треку — Гран-прі Європи. На відміну він автоспорту, траса набула популярності у мотоспорті: з 1987 по 2009 роки тут щороку відбувався етап чемпіонат свут з шосейно-кільцевих мотоперегонів MotoGP Гран-Прі Великої Британії, також щороку відбувається етап серії WSBK, проходять гонки британського чемпіонату SBK, а також концерти та інші заходи.

## Історія

### Перша траса Англії
Перша офіційна гонка на трасі Донінгтон Парк відбулась у 1931 році. Це були змагання з мотоспорту. У 1933 році полотно траси було дещо розширене, і трек став місцем проведення гонок європейських серії автомобільних та мотоциклетних перегонів.
З початком Другої світової війни у 1939 році Донінгтон Парк був націоналізований міністерством оборони і на його території були розміщені склади для транспортних засобів.

### Повернення через 4 десятиліття
У 1971 році Донінгтон Парк був придбаний Томом Віткрофтом, бізнесменом та ентузіастом автоспорту. Том ще у довоєнний час був частим гостем різних змагань на трасі. Під час війни він служив водієм танка, а після повернення до цивільного життя побудував успішний будівельний бізнес. Заробивши свої статки, Віткрофт повністю занурився у автоспорт. Він спонсорував гонщиків різних рівнів та накопичив найбільшу колекцію гоночних автомобілів у світі. Невдовзі після придбання Донінгтон Парку він перевіз свою колекцію на автомотодром, зробивши її базою для майбутнього музею.

### Міжнародний дебют
У 1987 році Міжнародна мотоциклетна федерація включила Донінгтон Парк у календар змагань чемпіонату світу з шосейно-кільцевих мотоперегонів MotoGP, визначивши його як місце проведення Гран-Прі Великої Британії. Етап не залишав стіни Донінгтону 23 роки поспіль, доки в 2010 році перемістився у Сільверстоун. У сезоні 2015 Донінгтон Парк знову став місцем проведення Гран-Прі Великої Британії як перехідний трек з Сільверстоуну до Уельсу.
В 1993 році Донінгтон Парк прийняв етап Формули-1 — Гран-прі Європи. Це була третя гонка року і вона ознаменувалась домінуванням Айртона Сенни, який вже на першому колі обігнав 5 болідів і очолив заїзд.
У 2007 році сім'я Віткрофт продала право оренди Донінгтон Парку на 150 років компанії «Donington Ventures Leisure Limited» на чолі з генеральним директором Саймоном Джіллеттом. Метою продажу оренди була модернізація треку і приведення його до нових стандартів безпеки, оскільки автомотодром виграв тендер і здобув право на проведення 17 етапів Формули-1 Гран-Прі Великої Британії з 2010 року.
Після цього успіху, у вересні 2008 року, у Донінгтон Парку відбулася найбільший і найпрестижніша подія у світі мотокросу — Motocross des Nations.
Проте вже 24 жовтня 2009 року ЗМІ повідомили, що «Donington Ventures Leisure Limited» не вдалося залучити 135 млн. фунтів стерлінгів, необхідних для проведення Гран-прі Великої Британії. 18 листопада 2009 у компанію була введена адміністрація і 7 грудня право на проведення етапу перейшло до Сільверстоуну.
Донінгтон Парк знову був повернений сім'ї Віткрофт.
У серпні 2010 року трек пройшов перевірку безпеки, після якої був визнаний придатним для повернення змагань з автоспорту.

## Музей

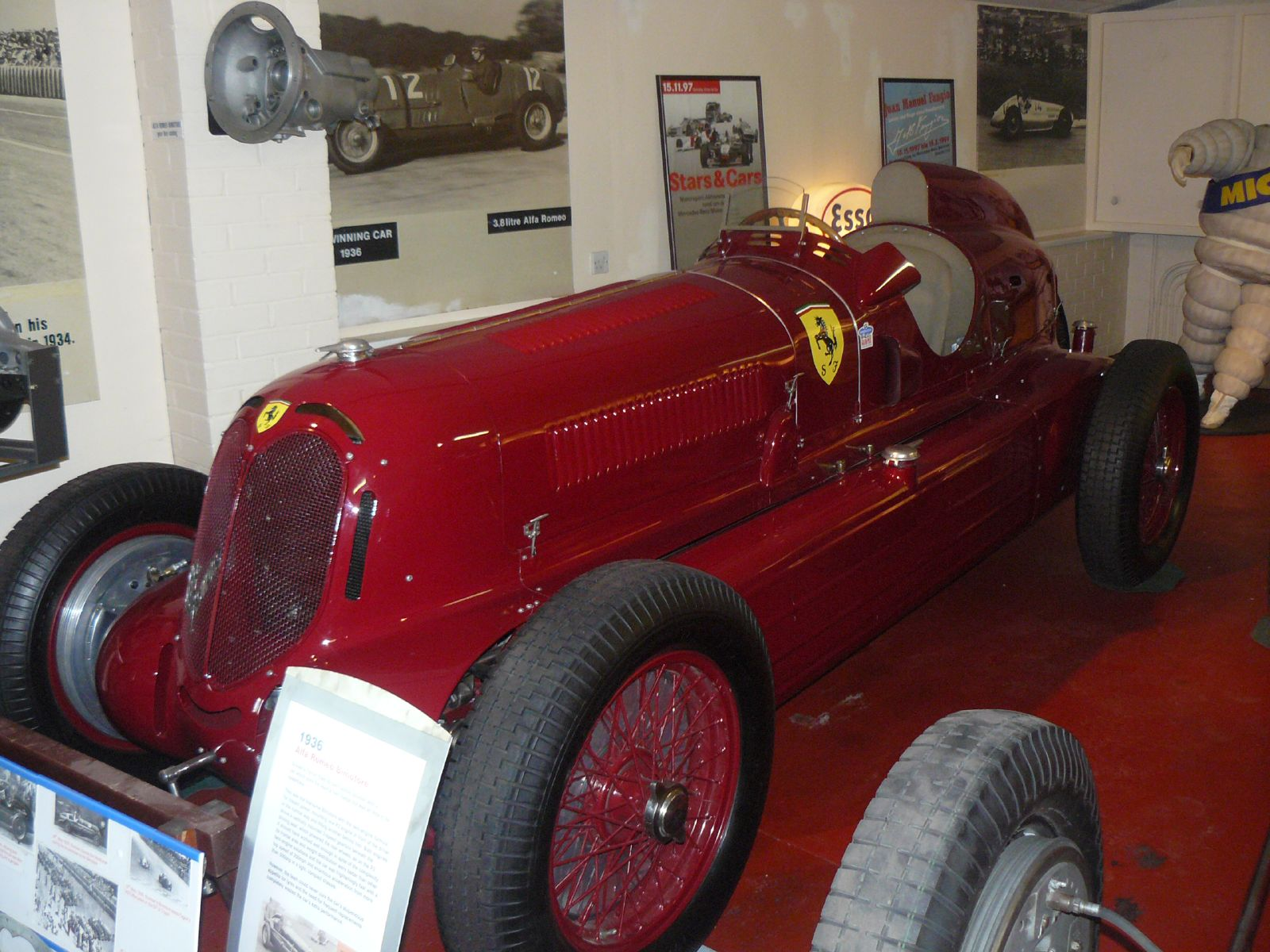
Alfa Romeo Bimotore у музеї «The Donington Grand Prix Collection»

У березні 1973 року на території Донінгтон Парку був відкритий музей «The Donington Grand Prix Collection», у чотирьох залах якого представлено понад 130 експонатів зі світу автоспорту. Тут, зокрема, можна побачити гоночні боліди Таціо Нуволарі, Найджела Менселла, Алена Проста, Стірлінга Мосса, Хуана-Мануеля Фанхіо та Джекі Стюарта.
Тут зберігається найбільша у світі колекція гоночних автомобілів McLaren та Williams (за межами заводів), а також повне зібрання Vanwall.
Серед найцікавіших експонатів є автомобіль 1936 року Alfa Romeo Bimotore з двигуном потужністю 500 к.с., який розвивав максимальну швидкість у 200 миль на годину (приблизно 320 км/год). Також тут зберігається автомобіль Lotus 25.
У музеї також представлена колекція гоночних шоломів відомих гонщиків, таких як Девід Култхард, Марк Веббер, Міка Хаккінен.